# Єремеєвська (Каргопольський район)
Єремеєвська (рос. Еремеевская) — присілок в Каргопольському районі Архангельської області Російської Федерації.
Населення становить 2 особи. Органом місцевого самоврядування до 2020 року було Павловське муніципальне утворення.

## Історія
Від 1937 року належить до Архангельської області.
Від 2004 року належить до муніципального утворення Павловське муніципальне утворення.

## Населення
| 2002 | 2010 | 2012 |
| ---- | ---- | ---- |
| 4    | →4   | ↘2   |